# Địa Mẫu chân kinh
Địa Mẫu chân kinh (chữ Hán: 地母真經), còn được gọi là Địa Mẫu chơn kinh hay Địa Mẫu kinh, là một tập kinh tụng theo tín ngưỡng Tam giáo đồng nguyên tại Trung Quốc và Việt Nam.

## Truyền thuyết
Truyền thuyết cho rằng năm Quang Tự thứ 9 (1884), tại huyện Thành Cổ, phủ Hớn Trung, tỉnh Thiểm Tây, nhằm tiết tháng giêng, ngày mồng chín, có Địa Mẫu ngự chim loan hiện xuống tận miếu Bà giáng cơ bút truyền ra kinh này.
Theo bản gốc tiếng Hoa thì Địa Mẫu chân kinh được viết vào ngày 9 tháng 1 năm 1829 tại tỉnh Thiểm Tây, phủ Hán Trung, thành Cố Huyện. 
Một vài bản tiếng Việt của Địa Mẫu kinh được in trong thời gian gần đây lại gán ghép thêm Tịnh tam nghiệp chân ngôn và Bát-nhã tâm kinh, chú vãng sanh v.v... của Phật giáo. Còn trong bản gốc tiếng Hán chỉ là bài trường thi thể song thất;